# Nunca más

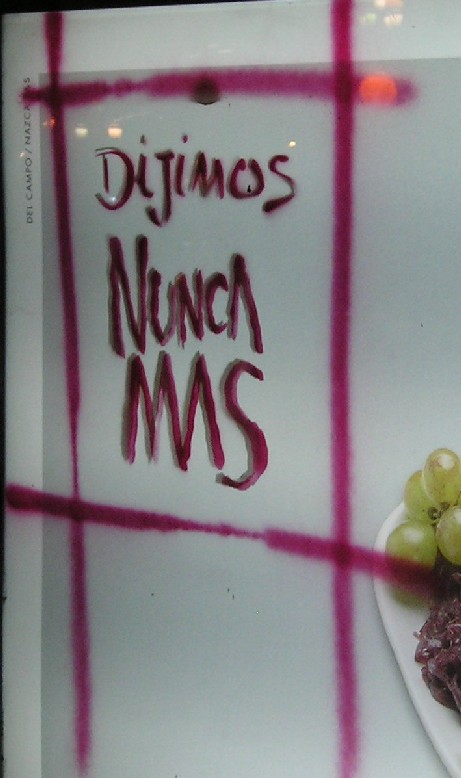
Grafiti en Buenos Aires.

«Nunca más» es una expresión utilizada en Argentina para repudiar el terrorismo de Estado, ocurrido durante el autodenominado Proceso de Reorganización Nacional. La misma es utilizada frecuentemente en marchas y actividades políticas. Debe su popularidad a haber sido el nombre adoptado en 1984 por la Comisión Nacional sobre la Desaparición de Personas (CONADEP) para titular el programa de  televisión y el informe final, sobre su investigación, publicando como un libro en sucesivas ediciones. El informe fue utilizado para enjuiciar y condenar a las Juntas Militares de la dictadura militar, ocasión en la que el fiscal, Julio César Strassera cerró su alegato con la misma expresión.

## La CONADEP
La comisión fue creada por Raúl Alfonsín el 15 de diciembre de 1983 y sus miembros eran Ernesto Sabato, Ricardo Colombres, René Favaloro, Hilario Fernández Long, Carlos T. Gattinoni, Gregorio Klimovsky, el rabino Marshall Meyer, el obispo Jaime de Nevares, Eduardo Rabossi, Magdalena Ruiz Guiñazú, Santiago Marcelino López, Hugo Diógenes Piucill y Horacio Hugo Huarte.
El objetivo de la comisión era esclarecer los hechos sucedidos en el país durante la dictadura cívico-militar instaurada desde el 24 de marzo de 1976 hasta el 10 de diciembre de 1983.

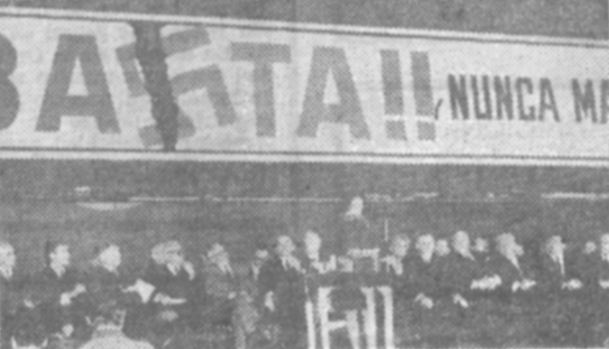
Acto conmemorativo del levantamiento de Varsovia realizado en Buenos Aires, en el que puede verse la frase «BA卐TA !! Nunca más». Una de las versiones sostiene que el rabino Mayer tomó de allí la idea de la expresión.

Su misión fue la de recibir documentos y denuncias sobre las desapariciones, los secuestros y las torturas acontecidos dentro de aquel período a manos del régimen, y generar informes a partir de estos. El informe tuvo resultados satisfactorios, demostrando que la desaparición forzada de personas sí existió, y que no fueron casos aislados, pudiendo contar al menos 8961 personas que sufrieron esas atrocidades.
No hay unanimidad sobre quién fue la persona que propuso adoptar la expresión. El historiador Emilio Crenze atribuye a Gerardo Taratuto, uno de los integrantes del equipo legal de la Conadep, la afirmación de que la autora habría sido Magdalena Ruíz Guiñazú. Por otro lado los dirigentes judíos Marcelo Horestein y Daniel Silber, le atribuyen la propuesta al rabino Meyer, quien a su vez la habría tomado de los sobrevivientes del Gueto de Varsovia.

## El informe
El activista LGBT Carlos Jáuregui, fundador de la Comunidad Homosexual Argentina (CHA), en un artículo publicado en 1996 en la revista NX, dice que, uno de los miembros de la CONADEP, el rabino Marshall Meyer le dijo «que la Comisión había detectado en su nómina de diez mil personas denunciadas como desaparecidas, a cuatrocientos homosexuales. No habían desaparecido por esa condición, pero el tratamiento recibido, afirmaba el rabino, había sido especialmente sádico y violento, como el de los detenidos judíos».

## Popularización

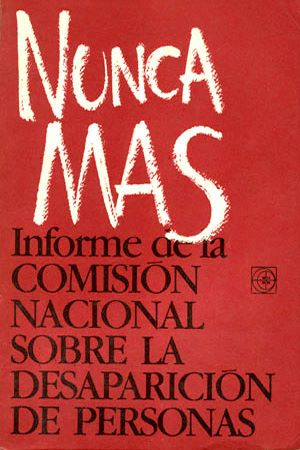
Portada del libro Nunca Más

En el Juicio a las Juntas la frase Nunca más formó parte del alegato del fiscal Julio Strassera, utilizándola para cerrar el mismo:

«Señores jueces: quiero renunciar expresamente a toda pretensión de originalidad para cerrar esta requisitoria. Quiero utilizar una frase que no me pertenece, porque pertenece ya a todo el pueblo argentino. Señores jueces: ¡nunca más!»
Fiscal Strassera en el Juicio a las Juntas. 

En ese momento la gente aplaudió y gritó, viendo juzgados por la justicia en democracia a los que habían llevado adelante el golpe militar más sangriento de la historia argentina. Muchos de ellos eran familiares, amigos, compañeros, hijos y sobrevivientes de los asesinados durante el golpe militar. A partir de ese momento, el decir «nunca más» es una regla a seguir, que significa el deseo de no volver jamás a esa época, de no volver a tropezar con la misma piedra, y permaneció intacta, indiscutida, e impoluta en la sociedad argentina, convocada constantemente por personas de renombre en la Argentina y en el mundo. 
Se han hecho ediciones y reediciones del Informe de la Conadep por diferentes escritores y editoriales, y el sentir del «nunca más» se ha propagado en las generaciones siguientes que no vivieron durante la dictadura militar del 76.
Para la historia de la elaboración, usos y resignificaciones del informe Nunca Más, puede consultarse "La historia política del Nunca Más. la memoria de las desapariciones en la Argentina" Emilio Crenzel, Siglo XXI editores, Buenos Aires, 2008.
A partir de la difusión y la importancia del Nunca Más en el marco de las luchas por Memoria Verdad y Justicia en Argentina, la expresión Nunca Más fue utilizada en informes e investigaciones similares al de la Conadep en otros países de América Latina. Por ejemplo, el Guatemala: nunca más, el informe de la REMHI (Recuperación de la Memoria Histórica), encabezado por Juan Gerardi o Brasil: Nunca Mais (portugués para Brasil: Nunca más) de Paulo Evaristo Arns.

### En el memorial de Yad Vashem
Durante el viaje del papa Francisco a Tierra Santa, el pontífice visitó el memorial de Yad Vashem en Jerusalén el 26 de mayo de 2014. En el libro de visitas del museo del Holocausto, incluyó la expresión «Nunca más» en un escrito de su puño y letra: 

Con la vergüenza de lo que el hombre, creado a imagen y semejanza de Dios, fue capaz de hacer. Con la vergüenza de que el hombre se haya hecho dueño del mal; con la vergüenza de que el hombre, creyéndose dios, haya sacrificado a sí a sus hermanos. ¡Nunca más!! ¡Nunca más!!»
Francisco

Así mismo, Francisco reiteró la frase «Nunca más» al hacer referencia en su discurso a las torturas y asesinatos masivos en los campos de exterminio.

[...] En este lugar, memorial de la Shoah, resuena esta pregunta de Dios: "Adán, ¿dónde estás?"

Hombre, ¿quién eres? Ya no te reconozco.[…]

¿Quién te ha convencido de que eres dios? No solo has torturado y asesinado a tus hermanos, sino que te los has ofrecido en sacrificio a ti mismo, porque te has erigido en dios.[…]

Escucha, Señor, ten piedad.

Acuérdate de nosotros en tu misericordia. Danos la gracia de avergonzarnos de lo que, como hombres, hemos sido capaces de hacer, de avergonzarnos de esta máxima idolatría, de haber despreciado y destruido nuestra carne, esa carne que tú modelaste del barro, que tú vivificaste con tu aliento de vida.

¡Nunca más, Señor, nunca más! […]